# Tocumwal Football Club
Tocumwal Football Club, biệt danh Bloods, là một câu lạc bộ bóng bầu dục Úc thi đấu ở Picola & District Football League.
Câu lạc bộ có trụ sở ở thị trấn Tocumwal nằm ở quận Riverina của New South Wales.
Tocumwal là một trong những câu lạc bộ thành lập Murray Football League năm 1931.

## Chức vô địch
- Murray Football League
  - 1935,1946, 1967, 1991, 2009
- Federal Football Association
  - 1898